# Olatz Gorrotxategi
Olatz Gorrotxategi Gangoiti (Bilbao, Vizcaya, 1982) es una actriz, directora de escena y dramaturga española.

## Biografía
Gorrotxategi se graduó en artes escénicas e interpretación en el Centro de Formación Escénica BAI entre el año 2000 y 2004, y después en dirección escénica en el año 2005 también en el Centro de Formación Escénica BAI. Después obtuvo un BA en artes escénicas (BA in Performance Arts) en la Leeds Beckett University (LBU) en Reino Unido en 2007. Desde 2004 ejerce como docente en el Centro de Formación Escénica BAI, dando clases de interpretación, personaje, construcción del personaje, juego dramático, ...
Además de la rama pedagógica, también es directora escénica teatral, actriz y dramaturga.
En el año 2006, su montaje y producción teatral "Happy Birthday" (2006-2007) fue seleccionado por el International Young Makers Marathon (IYMM) para representar la pieza en diferentes festivales europeos, dentro del programa del IYMM.
En noviembre de 2008, dirigió un montaje teatral llamado Nosotros, los niños (Gu, haurrak), producido por el Centro de Formación Escénica BAI, con motivo del 50 aniversario del Día Mundial del Niño, que fue estrenado y representado en el Teatro Barakaldo, y cuyo estreno contó con la presencia del alcalde de entonces Tontxu Rodríguez.
Su trabajo “Coordenadas” fue seleccionado y becado por Nuevas Dramaturgias de Donostia Kultura 2016.
Es coordinadora del ACT Festival - Festival Internacional de Escena Emergente. Desde el año 2021 es locutora colaboradora en la sección de Artes Escénicas del programa Kultura.eus de Radio Euskadi de EITB.

## Filmografía

### Teatro
Como actriz:
- 2015, Hermanas, Dir. Fer Montoya[11]
- 2016, 43º13’44’’N, Dir. Olatz Gorrotxategi.

Como directora:
- 2006, Happy Birthday (2006-2007).
- 2008, Nosotros, los niños (Gu, haurrak), montaje teatral de BAI por el Día Mundial del Niño (estrenado y representado en el Teatro Barakaldo).
- 2008, El exilio de tus seres de PVC (2008-2010).[12][13]
- 2015, Hermanas.
- 2016, 43º13’44’’N (sobre memoria histórica).[14][15]
- 2017, Coordendas (estrenado y representado en el Teatro Arriaga).[16]
- 2018, Mari eta Gaileta Fabrika.[17]
- 2018, Jauría, montaje teatral de BAI (estrenado y representado en el Teatro Barakaldo).[18][19][20][21][22]
- 2018, AntiTour.
- 2018, Aldamio etxea izango da gurea![23]
- 2019, Ganeko Crew.
- 2020, Lurrun Minez.[24]
- 2022, Mierda de Ciudad (estrenado y representado en el Teatro Barakaldo).[25][26][27][28][29]